# Тротоар
Тротоар (фр. Trottoir) или плочник је посебно уређена површина која служи за кретање пешака у саобраћају. Налази се са обе стране неке саобраћајнице, али није нужно. Од улице је одвојен ивичњаком који је на вишем нивоу од коловоза. Први тротоари појавили су се у САД око 1860. године. У почетку су прављени од дрвета, а данас од бетона, асфалта, цигле, камена и др. Њиховом изградњом значајно је смањен број саобраћајних несрећа.